# Olympische Sommerspiele 1980/Teilnehmer (Venezuela)
| Gelbes Symbol für Goldmedaillen mit stilisierten Olympischen Ringen | Graues Symbol für Silbermedaillen mit stilisierten Olympischen Ringen | Braundes Symbol für Bronzemedaillen mit stilisierten Olympischen Ringen |
| ------------------------------------------------------------------- | --------------------------------------------------------------------- | ----------------------------------------------------------------------- |
| —                                                                   | 1                                                                     | —                                                                       |

Venezuela nahm an den Olympischen Sommerspielen 1980 in Moskau mit einer Delegation von 37 männlichen Athleten an 20 Wettkämpfen in sieben Sportarten teil. Dem Boxer Bernardo Piñango gelang im Bantamgewicht mit Silber der einzige Medaillengewinn.

## Teilnehmer nach Sportarten

### Boxen
- Pedro Nieves
Halbfliegengewicht: im Achtelfinale ausgeschieden

- Armando Guevara
Fliegengewicht: im Achtelfinale ausgeschieden

- Bernardo Piñango
Bantamgewicht: Silber

- Antonio Esparragoza
Federgewicht: in der 1. Runde ausgeschieden

- Nelson Trujillo
Leichtgewicht: in der 1. Runde ausgeschieden

- Nelson Rodríguez
Halbweltergewicht: in der 1. Runde ausgeschieden

- Elio Díaz
Weltergewicht: in der 1. Runde ausgeschieden

- Jackson Rivera
Halbmittelgewicht: im Achtelfinale ausgeschieden

- Jesús Cabeza
Mittelgewicht: im Achtelfinale ausgeschieden

### Fußball
- in der Gruppenphase ausgeschieden
Pedro Acosta
Ordan Aguirre
Bernardo Añor
Emilio Campos
Nelson Carrero
Rodolfo Carvajal
Angel de Jesús
Mauro Cichero
Roberto Elie
Pedro Febles
Alexis Peña
Fernando Pereira
Asdrúbal Sánchez
Eustorgio Sánchez
Juan José Vidal
Iker Zubizarreta

### Gewichtheben
- Humberto Fuentes
Fliegengewicht: 11. Platz

### Leichtathletik
- William Wuycke
800 m: im Halbfinale ausgeschieden

### Radsport
- Jesús Torres
Straßenrennen: 20. Platz

- Mario Medina
Straßenrennen: 34. Platz
Mannschaftszeitfahren: 18. Platz

- Olinto Silva
Straßenrennen: Rennen nicht beendet
Mannschaftszeitfahren: 18. Platz

- Juan Arroyo
Straßenrennen: Rennen nicht beendet
Mannschaftszeitfahren: 18. Platz

- Claudio Pérez
Mannschaftszeitfahren: 18. Platz

### Schießen
- Julio Jesús de las Casas
Skeet: 11. Platz

- Juan Lavieri
Skeet: 33. Platz

### Schwimmen
- Alberto Mestre
100 m Freistil: im Vorlauf ausgeschieden
200 m Freistil: im Vorlauf ausgeschieden

- Jean-Marie François
200 m Freistil: im Vorlauf ausgeschieden
400 m Freistil: im Vorlauf ausgeschieden

- Rafael Vidal
100 m Schmetterling: im Vorlauf ausgeschieden
200 m Schmetterling: im Vorlauf ausgeschieden